# Dark drink
I dark drink (in inglese "bevanda scura") sono una categoria di cocktail, freddi o caldi, il cui ingrediente principale è il caffè, lungo o espresso, unito a distillati o liquori ed eventualmente panna (montata o semi-montata) o creme di gelato. Possono essere serviti in diversi tipi di bicchiere, inclusi il balloon e la coppa da champagne.